# ポンペイ最後の日 (ブルワー＝リットンの小説)
『ポンペイ最後の日』（ポンペイさいごのひ、原題: The Last Days of Pompeii）は、イギリスの作家エドワード・ブルワー＝リットン (Edward Bulwer-Lytton) が1834年に発表した歴史小説。西暦79年、ヴェスヴィオ火山の爆発により火山灰に埋もれて消滅したローマ帝国の町ポンペイを舞台に、正義と悪の相克、様々な立場の登場人物たちの行動を経て、最後に火山の大爆発によるカタストロフ（破局）によって幕を下ろす。
筋運びは単純明快で、魅力的な人間描写や読者の興味をそそる場面が多く、読みやすい小説であり、日本では少年少女向きの作品として紹介されることが多い。

## 概要
舞台はローマ時代。正義感に燃え人情に厚いローマの青年貴族グローカスを主人公に、この世の支配をもくろむ怪僧アーベイシーズ、兄と共に全財産を奪われた美しい娘アイオン、グローカスに叶わぬ思いを寄せる可憐な盲目の少女ニディア、キリスト教の布教に生涯をかけるオリンサスなどの様々な人物を配して物語に膨らみを持たせ、一方では善悪を明確にしてその確執によるドラマティックな事件の数々を配し、最後に火山の大爆発による終末的状況下での善の勝利を描くなど、エンターテインメント（娯楽）性の強い作品である。
作者のブルワー＝リットンは実際にポンペイに旅行してその様子を目にし、着想を得て一気にこの作品を書き上げたという。

## あらすじ
ポンペイを訪れたキリスト教伝道師の老人オリンサスは、ヴェスヴィアス火山が不吉な兆候を見せていること、救われるためにはキリストを信じなければならないことを市民に説くが、アイシスの女神を信仰し、キリスト教を知らない市民たちは相手にしない。
青年貴族グローカスは、例年通りポンペイで夏を過ごすためにやって来た。彼は、酒場で奴隷として使われていた盲目の少女ニディアを助け、自分の召使とする。目は不自由だが利発で機転が利き細やかな心遣いのできるニディアは、よくグローカスの期待に応える。しかし同時にグローカスには、町を牛耳るエジプト人の大僧正アーベイシーズの悪を暴く目論見があった。知り合ったアペサイデスとアイオンの兄妹が、アーベイシーズの陰謀で莫大な財産を丸ごと奪われたのを知ったからである。アーベイシーズは妖術を使い、ポンペイの人々をだましてアイシスの女神を信じさせ、悪事を働いていたのだ。アーベイシーズの手下を捕えて彼の悪事を白状させたグローカスは、アペサイデスと共にアイシスの神殿に向かい、アーベイシーズに捕えられようとしていたアイオンを助けるが、その時大地震が起こって神殿は崩壊、アーベイシーズは下敷きになって死んだかのように思えた。
地震に驚いたポンペイの人々は、オリンサスの言うことを聞くようになり、キリスト教に改宗する者も出てきた。アペサイデスもキリスト教徒となった。
だがアーベイシーズは悪運強く生きのび、グローカスを毒薬で廃人にしようとする。彼は、グローカスとアイオンが結婚すると聞いて嫉妬に燃える富豪の娘ジュリアを通して、ニディアに人を狂わせる毒薬入りの壺を渡した。ジュリアは、これはグローカス様のためになる妙薬だ、とニディアをうまくだましてしまう。ニディアは自分を助けてくれたグローカスに強い好意を抱いていたので、グローカスのワインに毒薬を注ぐ。それを飲んだグローカスはたちまち狂い出し、外へ駆け出した。ちょうどその頃、キリスト教に改宗した市民たちがアーベイシーズの悪事を告発しようとしていた。アペサイデスもその一人だったが、彼は不運にもアーベイシーズと出会って剣で斬殺され、アーベイシーズは、気が狂ってそこへやって来たグローカスに罪を着せてしまう。グローカスは殺人罪で捕らえられ、円形闘技場で獅子の餌食とされることになった。アーベイシーズはアイオンを誘拐し、閉じ込めてしまう。ニディアも彼の手の者に捕らえられてしまった。
西暦79年8月24日、グローカスが処刑される日が来た。目が見えないニディアは毒薬の分量を誤り、少ししかワイングラスに注がなかったため、彼は既に正気を取り戻していた。彼は闘技場に引き出され、獅子たちが放される。だがどうしたことか、獅子はグローカスを襲わず、何かを恐れるような様子を見せる。そこへ、ニディアの必死の働きでアーベイシーズの正体を知ったグローカスの友人が到着し、役人や群衆に向かってグローカスの無罪とアーベイシーズの悪行を公にする。見物の市民たちは、「獅子は無罪の人には襲いかからないぞ！」「アーベイシーズを処刑しろ！」と騒ぎ出す。その混乱の中、天地を揺るがして火を噴くヴェスヴィアス火山。ポンペイ市内は修羅の巷と化し、狂乱して逃げ惑う人々の上から灰や石が降り注ぐ。グローカスはアーベイシーズと出会って決闘を挑む。彼の剣は見事怪僧の息の根を止めた。捕らえられていたニディアとアイオンは辛くも脱出してグローカスにまみえるが、ニディアはそこで力尽き、グローカスは「かわいそうに、ニディア」と男泣きに泣く。
滅びゆくポンペイを後に、難を逃れた人々を乗せた船が進む。グローカスとアイオンも、二度と戻ることのないポンペイの街の跡を遠く見ながら去ってゆく。

## 余話
本作品では、火山の爆発が起こる前に、ライオンがグローカスを襲わずうろたえるような仕草を見せる。動物が天変地異を人間より先に感知する可能性は古くから言い伝えられており、この物語のあらすじを紹介した雑誌『國際冩眞情報』も、関東大震災の特集号ということもあり、その点に言及している。第二次世界大戦後も動物による自然災害予知の方法が日本・中国などで研究されており、宏観異常現象として知られているが、なお不明の部分が多く、科学的・合理的証明は得られていないので、これをもって地震等の予知を行なうことはできない。

## 映像化作品
以下の作品を始め度々映像化されている。
- ポンペイ最後の日 - 1913年のイタリア映画。
- ポンペイ最後の日 - 1926年のイタリア映画。
- ポンペイ最後の日 - 1950年のフランス・イタリア合作映画。
- ポンペイ最後の日 - 1959年のイタリア・スペイン・モナコ・西ドイツ合作映画。

1935年の米国映画『ポンペイ最後の日』は、本作に触発されて製作された映画だが、内容的には本作とは関係のないオリジナル作品である。

## 日本語訳
- 『欧洲奇話 寄想春史』（丹羽純一郎訳） 1879 - 1880 NDLJP:896794
- 『ポンペイ最後の日』（大町桂月訳、植竹書院〈世界名著選〉） 1915 NDLJP:953283
- 『ポンペイ最後の日』（中村詳一訳、新潮社〈世界文芸全集〉） 1923 NDLJP:968031
- 『ポンペイ最後の日』（小池寛次訳、改造社〈世界大衆文学全集45〉） 1930
- 『ポンペイ最後の日』（柴田錬三郎著（再話）、土村正寿絵、偕成社〈世界名作文庫〉） 1951
- 『ポンペイ最後の日』（堀田正亮訳、三笠書房〈百万人の世界文学〉） 1953
- 『地獄の決闘』（宮崎市定訳、カバヤ食品〈カバヤ児童文庫〉） 1953
- 『ポンペイ最後の日』（白川渥著（再話）、古賀亜十夫絵、大日本雄弁会講談社〈世界名作全集〉） 1955
- 『ポンペイ最後の日』（岡田好惠訳（抄訳）、講談社〈青い鳥文庫〉）2001 ISBN 4-06-148556-3
- 『ポンペイ最後の日』上・下（田中千惠子訳、幻戯書房〈ルリユール叢書〉）2024.6-7

### 漫画化
- 『ポンペイ最後の日』（きさらぎ亜衣画、ユニコン出版〈世界名作コミック〉） 1978